# Claudio Ciceri
Claudio Ciceri (Milano, 10 maggio 1951) è un ex calciatore italiano, di ruolo attaccante.

## Carriera
Dopo aver esordito in Serie B con la Reggiana nel 1968-1969, disputa due stagioni in Serie D con Moglia e Carpi e poi passa al Verona, dove però non scende mai in campo.
Nel campionato di Serie C 1973-1974 è capocannoniere del girone C con la maglia del Chieti. In seguito gioca per tre stagioni con il Catania, di cui una in Serie B, un altro anno in Serie B al Varese, e infine in Serie C1 con Reggiana e Novara, dopo essere restato inattivo per un anno nella stagione 1979-1980.
In carriera conta 69 presenze e 12 reti in Serie B.

## Dopo il ritiro
ha svolto l’allenatore alla squadra del saxum united

## Palmarès

### Club
- Campionato italiano Serie C: 1

Catania: 1974-1975 (girone C)

### Individuale
- Capocannoniere della Serie C: 1

1973-1974 (17 gol)